# Domingo Faustino Sarmiento
Domingo Faustino Sarmiento Albarracín (San Juan, 15 febbraio 1811 – Asunción, 11 settembre 1888) è stato un politico argentino.
Fu presidente dell'Argentina dal 12 ottobre 1868 al 12 ottobre 1874.
Fu anche un apprezzato scrittore, su temi di ispirazione sociale: la sua opera più nota è Facundo, o civiltà e barbarie  (1845), sulla vita del caudillo Facundo Quiroga.
Si dedicò allo sviluppo dell'istruzione pubblica e contribuì allo sviluppo scientifico e culturale del suo paese. Nel 1947 l'American Conference of Education istituì come Giorno Panamericano del Maestro il Giorno 11 settembre in onore della sua morte.

## Biografia

### Gioventù
Sarmiento nacque a Carrascal, un sobborgo povero della città di San Juan. Suo padre, José Clemente Quiroga Sarmiento y Funes, aveva prestato servizio  durante la guerre d'indipendenza.
All'età di quattro anni, Sarmiento fu avviato alla lettura dal padre e dallo zio, José Eufrasio Quiroga Sarmiento, che in seguito divenne vescovo di Cuyo. Un altro zio che lo influenzò in gioventù fu Domingo de Oro, una figura di spicco della giovane Repubblica argentina che ebbe un ruolo importante nel portare al potere Juan Manuel de Rosas. Sebbene Sarmiento non seguisse l'orientamento politico e religioso di de Oro, imparò da quest'ultimo il valore dell'integrità e dell'onestà intellettuale, apprendendone anche le capacità erudite e oratorie. All'età di cinque anni iniziò le scuole elementari segnalandosi ben presto per i buoni risultati conseguiti. Dopo aver completato gli studi elementari fu inviato dai genitori a Córdoba per diventare sacerdote. Dopo un anno, a causa del suo disinteresse per la dottrina ecclesiastica fu portato dal padre al Seminario di Loreto ma, per ragioni sconosciute, rientrò a San Juan. Nel 1823, il Ministro di Stato, Bernardino Rivadavia, annunciò che i sei migliori alunni di ogni provincia sarebbero stati selezionati per ricevere un'istruzione superiore a Buenos Aires. Sarmiento era in cima alla lista di San Juan, ma fu poi annunciato che solo dieci alunni avrebbero ricevuto la borsa di studio. La selezione fu fatta a sorte e il nome di Sarmiento non fu estratto.
Come molti altri argentini del XIX secolo di spicco nella vita pubblica, era un massone.

### Maturazione politica e esilio
Nel 1826, un'assemblea elesse Rivadavia come presidente delle Province Unite del Río de la Plata. Quest'elezione spaccò il paese e scatenò la prima di una serie di guerre civili. Da una parte vi erano i sostenitori, come Sarmiento, di un governo forte, centralizzato e di tendenze liberali, principalmente basati a Buenos Aires e riuniti nel Partito Unitario. Dall'altra c'erano i Federalisti, radicati nelle province dell'interno e favorevoli ad uno stato federale e ad un modello economico protezionista.
Nel 1827, dopo le dimissioni di Rivadavia seguite alla disastrosa gestione della guerra con il Brasile, il generale federale Manuel Dorrego assunse il governo della provincia di Buenos Aires. Questi siglò rapidamente pace con i brasiliani ma, tornato in Argentina, fu rovesciato e giustiziato dal generale unitario Juan Lavalle, che ne prese il posto. In quello stesso anno, a causa dell'imperversare della guerra civile, Sarmiento lasciò, in compagnia dello zio Domingo de Oro, la natia San Juan per riparare nella vicina provincia di San Luis dove si dedicò all'insegnamento. Una volta ritornato a casa, la provincia di San Juan piombò in una guerra civile e Juan Facundo Quiroga invase la città di Sarmiento. Tuttavia, anche Lavalle fu presto rovesciato dai gauchos guidati da Juan Manuel de Rosas e Estanislao López. Alla fine del 1829 la vecchia legislatura federale che Lavalle aveva sciolto era stata reinsediata e aveva nominato Rosas governatore di Buenos Aires.
I combattimenti e la guerra ripresero presto, ma Quiroga sconfisse uno ad uno i principali alleati del generale Paz, compreso il governatore di San Juan, e nel 1831 Sarmiento fuggì in Cile, dove risiedette per cinque anni. Grazie alla libertà d'espressione garantita dal governo cileno, Sarmiento iniziò a scrivere e a commentare sulla politica locale, oltreché continuare a dedicarsi all'insegnamento. Dopo aver lavorato in una scuola a Los Andes, fondò un proprio istituto a Pocuro. Durante questo periodo ebbe una relazione da cui nacque una figlia illegittima.
Nel 1836, Sarmiento tornò a San Juan, gravemente malato di febbre tifoidea. Contro ogni previsione si riprese e guarì. Ripresa l'attività giornalistica, fondò una rivista antifederalista chiamata El Zonda. Il governo provinciale, federalista, censurò il periodico e adottò una serie di misure amministrative che ne facilitarono la chiusura nel 1840. In questo periodo fondò anche una scuola per ragazze, chiamata Scuola Superiore di Santa Rosa, che era una scuola preparatoria. Oltre alla scuola, fondò una Società Letteraria.
In questo periodo Sarmiento si associò alla cosiddetta Generazione del 1837. Si trattava di un gruppo di attivisti, che comprendeva il poeta Esteban Echeverría, Juan Bautista Alberdi e Bartolomé Mitre, che trascorse gran parte degli anni Trenta e Ottanta dell'Ottocento agitando e poi realizzando cambiamenti sociali, sostenendo il repubblicanesimo, il libero commercio, la libertà di parola e il progresso materiale. Sebbene Sarmiento, che risiedeva a San Juan, fosse assente dalla creazione iniziale di questo gruppo, nel 1838 scrisse ad Alberdi per chiedere consiglio a quest'ultimo e col tempo sarebbe diventato il più fervente sostenitore del gruppo.
Nel 1840, dopo essere stato arrestato e accusato di cospirazione, Sarmiento fu costretto nuovamente all'esilio in Cile. Fu durante il viaggio verso il Cile che, a Zonda, scrisse il graffito "On ne tue point les idées", un episodio che in seguito sarebbe servito da prefazione al suo libro Facundo. Una volta giunto nel paese transandino, nel 1841 Samiento iniziò a scrivere per il giornale El Mercurio di Valparaíso, oltre a lavorare come editore della Crónica Contemporánea de Latino América. Nel 1842, Sarmiento fu nominato direttore della prima Scuola Normale del Sud America; nello stesso anno fondò anche il giornale El Progreso. In questo periodo si fece raggiungere in Cile dalla sua famiglia. Nel 1843, Sarmiento pubblicò Mi Defensa ("La mia difesa"), pur continuando a insegnare. Nel maggio del 1845, su El Progreso, iniziò a pubblicare a puntate della prima edizione della sua opera più nota, Facundo. Nel luglio dello stesso anno, Facundo fu pubblicato in forma di libro.
Tra il 1845 e il 1847, Sarmiento viaggiò per conto del governo cileno attraverso varie nazioni del Sud America, come l'Uruguay e il Brasile, dell'Europa, dove soggiornò in Francia, Spagna, Algeria, Italia, Armenia, Svizzera, Inghilterra. Proseguì il suo lungo viaggio visitando a Cuba, gli Stati Uniti e il Canada per esaminare i diversi sistemi educativi e i livelli di istruzione e comunicazione. Sulla base dei suoi viaggi, scrisse il libro Viajes por Europa, África, y América, pubblicato nel 1849.
Nel 1848, Sarmiento partì volontariamente per il Cile. Nello stesso anno incontrò la vedova Benita Martínez Pastoriza, la sposò e adottò il figlio di lei, Domingo Fidel, o Dominguito, che sarebbe stato ucciso in azione durante la Guerra della Triplice Alleanza a Curupayty nel 1866. Sarmiento, fermo sostenitore della libertà di stampa, aprì i periodici La Tribuna e La Crónica, d'orientamento anti-rosista. A causa dei suoi testi contro Rosas, il governo argentino cercò di farlo estradare, ma il governo di Santiago si rifiutò di consegnarlo.
Nel 1850 pubblicò sia Argirópolis che Recuerdos de Provincia (Ricordi di un passato provinciale). Nel 1852 si arruolò nell'esercito di Justo José de Urquiza come bollettinista rientrando a Buenos Aires dopo la battaglia di Caseros che aveva visto il crollo del regime di Rosas. A causa dello scoppio di una nuova guerra civile, questa volta tra gli unitarios e Urquiza, Sarmiento tornò nuovamente in Cile.
Nel 1854, Sarmiento visitò brevemente la città argentina Mendoza, appena oltre il confine cileno, ma fu arrestato e imprigionato. Una volta rilasciato, tornò in Cile. L'anno seguente si trasferì a Buenos Aires, diventando presto caporedattore del quotidiano El Nacional. Nel 1856 fu anche nominato consigliere comunale e nel 1857 fu eletto nel Senato provinciale, carica che mantenne fino al 1861.
Nel 1861, poco dopo che Mitre divenne presidente argentino, Sarmiento lasciò Buenos Aires e tornò a San Juan, dove fu eletto governatore, carica che assunse nel 1862. Fu allora che approvò la Legge Statutaria sull'Istruzione Pubblica, che rendeva obbligatoria la frequenza della scuola primaria per i bambini. La legge permise l'apertura di una serie di istituti, tra cui scuole secondarie, scuole militari e una scuola femminile. Durante il suo governatorato, sviluppò strade e infrastrutture, costruì edifici pubblici e ospedali, favorì lo sviluppo dell'agricoltura e l'estrazione di minerali. Riprese anche il suo incarico di editore di El Zonda. Nel 1863, Sarmiento lottò contro il caudillo di La Rioja Ángel Vicente Peñaloza entrando in contrasto con il ministro degli Interni del governo del presidente Mitre, Guillermo Rawson. Sarmiento si dimise da governatore di San Juan per diventare ministro plenipotenziario negli Stati Uniti, dove fu inviato nel 1865, subito dopo l'assassinio del presidente Abraham Lincoln. Commosso dalla vicenda del presidente statunitense, Sarmiento scrisse il libro Vida de Lincoln. Durante questo viaggio, Sarmiento ricevette una laurea honoris causa dall'Università del Michigan. Durante il suo soggiorno statunitense, gli fu chiesto, in particolare dai settori vicini al principale rivale di Mitre, Adolfo Alsina, di ricandidarsi alla presidenza. Vinse contro l'ex-presidente Urquiza, entrando in carica il 12 ottobre 1868.

### La presidenza dell'Argentina
Pur non appartenendo a nessun partito ed osteggiato dal suo predecessore Mitre per aver ottenuto l'appoggio di Alsina, Sarmiento elaborò per la sua presidenza un programma ambizioso che avrebbe introdotto in Argentina profondi cambiamenti economici, politici e sociali. Influenzato dalla politica unionista, cercò di solidificare le libertà fondamentali, garantendo la sicurezza civile e il progresso per tutti uniformando l'economia e la politica nazionale. Creò inoltre 800 istituzioni scolastiche e militari garantendo a 100.000 bambini di accedere all'istruzione.
Affascinato dal modello economico capitalista statunitense, in particolare degli stati del New England, spinse per una generale modernizzazione del paese, costruendo infrastrutture, tra cui 5.000 chilometri di linea telegrafica, estendendo il cavo telegrafico transoceanico, modernizzando i sistemi postali e ferroviari, e costruendo la Linea Rossa, una ferrovia che avrebbe portato le merci a Buenos Aires per facilitare il commercio estero con la Gran Bretagna. Alla fine della sua presidenza, la Linea Rossa si estendeva per 1.331 chilometri (827 miglia). Nel 1869 fu inoltre realizzato il primo censimento nazionale dell'Argentina. In quello stesso anno fu promulgato il Codice Civile Argentino. Per sviluppare e popolare le Pampas promosse l'immigrazione europea, favorendo una legge che distribuiva terre pubbliche a piccoli proprietari.
Nonostante le riforme radicali, durante il suo mandato Sarmiento dovette fronteggiare numerose crisi e situazioni difficili. Durante la sua presidenza, l'Argentina continuò l'impopolare guerra contro il Paraguay. Il conflitto terminerà solamente nel 1870, con l'annientamento totale della nazione paraguaiana e altissime perdite per gli argentini. Perdite solo in parte compensate con l'acquisizione di territori paraguaiani, come parte della provincia di Misiones e parte del Gran Chaco. Ma se da un lato l'opinione pubblica era rimasta insoddisfatta per la condotta governativa nella guerra con il Paraguay, dall'altro era profondamente insoddisfatta dall'esito delle trattative con i cileni per il controllo dello stretto di Magellano. Nonostante l'aumento della produttività, l'aumento delle spese e delle imposte aveva influito negativamente sulla sua popolarità. A peggiorare la situazione vi fu lo scoppio nel 1870 di una terribile epidemia di febbre gialla a Buenos Aires, della quale furono accusati le migliaia di immigrati italiani che negli ultimi anni erano sbarcati nella capitale argentina. In quello stesso anno poi, in seguito all'assassinio del governatore di Entre Ríos Urquiza, Sarmiento inviò nella provincia un contingente dell'esercito che rovesciò il governo provinciale golpista guidato dal caudillo federalista Ricardo López Jordán, mandante dell'omicidio dell'ex presidente della Confederazione Argentina.
Il 22 agosto 1873, Sarmiento fu oggetto di un tentativo di assassinio non riuscito da parte di due fratelli anarchici italiani ,che spararono alla sua carrozza ingaggiati da López Jordán. Un anno dopo, nel 1874, completò il suo mandato di presidente, passando la presidenza a Nicolás Avellaneda, suo ex ministro dell'Istruzione.

### Gli ultimi anni
Nel 1875, concluso il suo mandato presidenziale, Sarmiento divenne Direttore Generale delle Scuole della Provincia di Buenos Aires. Nello stesso anno divenne senatore di San Juan, carica che mantenne fino al 1879, quando divenne ministro degli Interni. Si dimise da quest'ultimo incarico poco dopo, in seguito a un conflitto con il governatore di Buenos Aires, Carlos Tejedor. Assunse quindi l'incarico di Sovrintendente generale delle scuole per il Ministero dell'Educazione nazionale durante la presidenza Roca e pubblicò El Monitor de la Educación Común, un riferimento fondamentale per l'istruzione argentina. Nel 1882, Sarmiento si fece promotore di una legge di riforma dell'istruzione che rese obbligatoria, gratuita e laica. Animato da un aperto anticlericalismo estromise l'insegnamento della religione dalla scuola pubblica, dichiarando: «I frati e le suore si impossessarono dell'educazione per abbrutire i nostri bambini... Ignoranti per principio, fanatici che uccidono la civiltà; (...) erba dannosa che bisogna estirpare». L'internunzio apostolico Luigi Matera reagì fermamente, ma il governo gli ritirò le credenziali e lo espulse dal paese, il che causò l'interruzione delle relazioni diplomatiche tra Argentina e Santa Sede per alcuni anni.
Nel maggio 1888, Sarmiento lasciò l'Argentina per il Paraguay accompagnato dalla figlia Ana e dalla compagna Aurelia Vélez. Morì l'11 settembre 1888 ad Asunción, in Paraguay, a 77 anni, lasciando in eredità un vasto patrimonio letterario (52 volumi), cui si era dedicato per tutta la vita, spesso subordinando gli interessi letterari a quelli pedagogici e politici. In suo onore, in Argentina viene celebrata l'11 settembre la Festa degli insegnanti. Fu sepolto a Buenos Aires, nel cimitero della Recoleta.

## Opere
- Mi defensa
- Facundo: civiltà e barbarie (Facundo: Civilización y Barbarie)
- Viajes, Argirópolis
- Recuerdos de Provincia (tradotto in inglese da Elizabeth Garrels e Asa Zatz con il titolo Recollections of a Provincial Past, Library of Latin America, Oxford University Press, 2005; ISBN 0-19-511369-1)
- Campaña del Ejército Grande
- Conflicto y armonías de las razas en América
- De la educación popular
- Travels in the United States in 1847 (pubblicato e tradotto in inglese da Michael Aaron Rockland)